# Mark Rypien
Mark Robert Rypien (Calgary, 2 ottobre 1962) è un ex giocatore di football americano canadese che ha giocato nel ruolo di quarterback nella National Football League (NFL). Fu scelto nel corso del sesto giro (146º assoluto) del Draft NFL 1986 dai Washington Redskins. Rypien è stato il primo giocatore canadese a vincere il premio di MVP del Super Bowl.

## Carriera professionistica
Rypien fu scelto nel corso del sesto giro del Draft 1986 dai Washington Redskins. I primi due anni coi Redskins li trascorse infortunato nella lista riserve, vedendo la squadra vincere il Super Bowl XXII guidata dall'allenatore Joe Gibbs nel gennaio 1988. Con l'avanzare dell'età di Doug Williams e lo scambio di Jay Schroeder coi Los Angeles Raiders, Rypien poté emergere come titolare.
Nella prima stagione come titolare passò 3.768 yard e 22 touchdown, venendo convocato per il suo primo Pro Bowl. Mark divenne noto per la sua precisione nei passaggi e nell'ottima scelta di tempo nel trovare i ricevitori in campo aperto.
Il 1991 fu la miglior stagione per Rypien: egli lanciò 3.564 yard e 28 touchdown a fronte di soli 11 intercetti trascinando i Redskins al Super Bowl XXVI dopo aver terminato la stagione regolare con un record di 14-2. Fu nominato MVP della partita dopo aver passato 292 yard e 2 touchdown nella vittoria della sua squadra 37-24 sui Buffalo Bills. Rypien, nativo di Calgary, Alberta, divenne il primo giocatore non statunitense a vincere tale premio. Quell'anno fu convocato per il suo secondo Pro Bowl.
Dopo la vittoria del Super Bowl, Rypien firmò con contratto triennale del valore di 9 milioni di dollari all'inizio della stagione 1992. La squadra però dovette scontrarsi con gli infortuni e l'età che avanzava, terminando con un record di 9–7 e raggiungendo a malapena i playoff. Anche se passò il rispettabile numero di 3.282 yard, il suo passer rating scese dal 97,9 del 1991 al 71,7 del 1992, lanciando 17 intercetti a fronte di soli 13 touchdown. Nel primo turno di playoff i Redskins ottennero una vittoria contro i Minnesota Vikings in trasferta ma la settimana successiva furono eliminati dai San Francisco 49ers, segnando di fatto la fine della sua avventura come titolare ai Redskins. Diretto dal nuovo capo-allenatore Richie Petitbon, Rypien disputò il suo miglior training camp nel 1993 e le aspettative erano alte dopo una vittoria nel Monday Night Football contro i Dallas Cowboys campioni in carica. Rypien però si infortunò al ginocchio nella settimana contro gli Arizona Cardinals e la squadra precipitò a un record finale di 4-12.
Quando fu guarito abbastanza da fare ritorno, Rypien condivise i minuti in campo col neo-acquisto Rich Gannon. I Redskins assunsero Norv Turner come nuovo allenatore nel 1994. Rypien partecipò agli allenamenti estivi ma fu svincolato dalla squadra prima dell'inizio della stagione. In seguito giocò sempre come riserva: ai Cleveland Browns nel 1994, ai St. Louis Rams nel 1995 e 1997, ai Philadelphia Eagles nel 1996 e agli Indianapolis Colts nel 2001. Il suo ultimo touchdown lo passò come sostituto del quarterback degli Eagles Ty Detmer. Fu un passaggio da 8 yard per Irving Fryar con 5 secondi rimanenti nella sconfitta 37-10 contro gli Indianapolis Colts. La sua ultima gara da professionista la disputò il 10 giugno 2006, come parte di un evento promozionale, quando giocò una singola partita coi Rochester Raiders della Great Lakes Indoor Football League.

## Palmarès
- Super Bowl : 2 Vincitore del Super Bowl (XXII, XXVI)
- MVP del Super Bowl (XXVI)
- (2) Pro Bowl (1989, 1991)
- 70 Greatest Redskins

## Statistiche
| Anno   | Squadra             | P   | PT | Ten  | Comp | %    | Yard  | TD  | Int | Rat   |
| ------ | ------------------- | --- | -- | ---- | ---- | ---- | ----- | --- | --- | ----- |
| 1988   | Washington Redskins | 9   | 6  | 208  | 114  | 54.8 | 1730  | 18  | 13  | 85.2  |
| 1989   | Washington Redskins | 14  | 14 | 476  | 280  | 58.8 | 3768  | 22  | 13  | 88.1  |
| 1990   | Washington Redskins | 10  | 10 | 304  | 166  | 54.6 | 2070  | 16  | 11  | 78.4  |
| 1991   | Washington Redskins | 16  | 16 | 421  | 249  | 59.1 | 3564  | 28  | 11  | 97.9  |
| 1992   | Washington Redskins | 16  | 16 | 479  | 269  | 56.2 | 3282  | 13  | 17  | 71.7  |
| 1993   | Washington Redskins | 12  | 10 | 319  | 166  | 52.0 | 1514  | 4   | 10  | 56.3  |
| 1994   | Cleveland Browns    | 6   | 3  | 128  | 59   | 46.1 | 694   | 4   | 3   | 63.7  |
| 1995   | St. Louis Rams      | 11  | 3  | 217  | 129  | 59.4 | 1448  | 9   | 8   | 77.9  |
| 1996   | Philadelphia Eagles | 1   | 0  | 13   | 10   | 76.9 | 76    | 1   | 0   | 116.2 |
| 1997   | St. Louis Rams      | 5   | 0  | 39   | 19   | 48.7 | 270   | 0   | 2   | 50.2  |
| 2001   | Indianapolis Colts  | 4   | 0  | 9    | 5    | 55.6 | 57    | 0   | 0   | 74.8  |
| Totale |                     | 104 | 78 | 2613 | 1466 | 56.1 | 18473 | 115 | 88  | 78.9  |

Legenda

P= Partite giocate

PT= Partite da titolare

Tent= Passaggi tentati

Comp= Passaggi completati

%= Percentuale di completamento dei passaggi

Yard= Yard guadagnate su passaggio

TD= Touchdown

Int= Intercetti

Rat= Passer rating